# Cockaynea
Cockaynea es un género de plantas herbáceas perteneciente a la familia de las poáceas. Es originario de Nueva Zelanda.

## Citología
Número de la base del cromosoma, x = 7. 2n = 28. 4 ploid.

## Especies
- Cockaynea elymoides (Hack.) Zotov
- Cockaynea gracilis (Hook.f.) Zotov
- Cockaynea laevis (Petrie) Zotov